# Sublimacija
Sublimácija je fazni prehod, pri katerem snov preide iz trdnega neposredno v plinasto agregatno stanje pri tlaku, nižjem od tlaka trojne točke. Sublimacija poteka pri temperaturi sublimacije, ki je odvisna od tlaka. Ob sublimaciji je trdnini treba dovesti sublimacijsko toploto. 
Obratni fazni prehod je resublimacija. Tvorjenje slane je znan zgled resublimacije iz meteorologije.
Pri normalnih pogojih imajo spojine in kemični elementi tri različna stanja pri različnih temperaturah. V teh primerih prehod iz trdnega v plinasto stanje zahteva vmesno kapljevinsko stanje. Nekateri elementi ali snovi pa lahko pri nekaterih tlakih prehajajo nesposredno iz trdnega v plinasto stanje. To se lahko zgodi, če je zračni tlak, ki deluje na snov, dovolj majhen, da omogoča molekulam pobeg iz trdnine.

## Zgledi
Ogljikov dioksid (suhi led) in jod sta znana zgleda snovi, ki sublimira pri normalnem zračnem tlaku. Jod pri rahlem segrevanju tvori hlape. Z razliko od CO2 je možno pridobiti kapljevinski jod pri zračnem tlaku z nadzorovanjem temperature malo nad njegovim tališčem. Pri temperaturah pod lediščem sublimirata tudi sneg in led, čeprav je proces počasnejši od omenjenih zgledov. Ta pojav se lahko izkorišča pri zmrznjenem sušenju, kjer se mokro perilo obesi v hladen prostor (včasih v mrzlem vremenu tudi zunaj), in se pobere v suhem stanju.
Nekatere snovi in elementi, kot sta cink ali kadmij, sublimirajo pri nizkih tlakih, kar je lahko problem pri uporabah v visokem vakuumu.
Naftalin, znana snov v obliki kroglic, tudi sublimira brez težav. Arzen sublimira pri visokih temperaturah. Sublimacija zahteva dodatno energijo (toploto) in je endotermni proces. Sublimacijska entalpija je vsota talilne in izparilne toplote
Nekatere snovi, na primer amonijev klorid, sublimirajo navidezno zaradi kemičnih reakcij. Ko ga segrevamo, razpada v vodikov klorid in amonijak, ki hitro reagira in nazaj tvori amonijev klorid.